# Peste Noire
Peste Noire ("peste negra" em francês), também conhecida como P.N. ou K.P.N. (Kommando Peste Noire) é uma banda de black metal de La Chaise-Dieu, originalmente de Avinhão. A banda toca black metal tradicional com algumas influências da música gálica. Quase todas as músicas foram escritas pelo fundador e único membro fixo da banda, La Sale Famine de Valfunde.. Os temas mais frequentes em suas músicas são a Idade Média, conflitos pessoais e o nacionalismo francês, já tendo usado poemas de François Villon e Charles Baudelaire em suas letras.
O grupo foi fundado por Famine em 2000, sob o nome de Dor Daedeloth, nome tirado de uma região fictícia do mundo de Senhor dos Anéis. Na época, contava com Neige como baterista e Argoth, que depois contribuiria para Alcest, como baixista. Logo após lançar a demo "Aryan Supremacy", a banda mudou o nome para Peste Noire.
A banda é frequentemente acusada de racista e fascista, o que foi negado por Famine, que se autodenomina um anarquista de direita, além de negar os frequentes cultos a Satã presentes na cena do black metal. Instituições a quem a banda mostrou admiração incluem a Legião Estrangeira Francesa e a Action Française

## Discografia
Álbuns de estúdio
- La Sanie des siècles – Panégyrique de la dégénérescence (2006)
- Folkfuck Folie (2007)
- Ballade cuntre lo Anemi francor (2009)
- L'ordure à l'état pur (2011)
- Peste Noire (2013)
- La Chaise-Dyable (2015)
- Le retour des pastoureaux (2021)

EP
- Lorraine Rehearsal (2007)
- Antîoche - Livre I (2023)

Splits
- Mémoire Païenne (2002)
- Horna/Peste Noire (split com Horna) (2007)

Compilações
- Mors orbis terrarum (2007)
- Les démos (2012)

Demos
- Aryan Supremacy (2001)
- Macabre transcendance... (2002)
- Phalènes et pestilence – Salvatrice averse (2003)
- Phalènes et pestilence' (2005)